# Laurel Korholz
Laurel Korholz (* 10. Juni 1970 in New York City) ist eine ehemalige US-amerikanische Ruderin, die 2004 eine olympische Silbermedaille im Achter gewann.

## Sportliche Karriere
Die etwa 1,87 m große Laurel Korholz gewann ihre erste internationale Medaille bei den Weltmeisterschaften 1994 in Indianapolis, als sie mit dem US-Achter in der Besetzung Jennifer Dore, Catriona Fallon, Amy Fuller, Anne Kakela, Laurel Korholz, Elizabeth McCagg, Katherine Scanlon Lewis, Monica Tranel-Michini und Steuerfrau Yasmin Farooq den zweiten Platz hinter den Deutschen erreichte. Bei den Weltmeisterschaften 1995 in Tampere trat der US-Achter mit Mary McCagg für Katherine Scanlon Lewis an und gewann den Titel vor den Rumäninnen. Im Jahr darauf erreichte der US-Achter in der gleichen Besetzung wie beim Titelgewinn im Vorjahr den vierten Platz bei den Olympischen Spielen in Atlanta.
Ab 1997 trat Laurel Korholz in Skull-Bootsklassen an. Bei den Weltmeisterschaften 1997 belegte sie den neunten Platz im Doppelvierer. 1998 in Köln ruderte sie im Doppelzweier auf den vierten Platz, 1999 in St. Catharines war sie Vierte im Doppelvierer. Zusammen mit Hilary Gehman, Jennifer Dore und Kelly Salchow belegte sie bei den Olympischen Spielen 2000 in Sydney den fünften Platz im Doppelvierer. Nachdem sie bei den Weltmeisterschaften 2002 mit dem Doppelzweier im Hoffnungslauf ausgeschieden war, erreichte sie 2003 in Mailand den sechsten Platz im Doppelvierer.
2004 kehrte Laurel Korholz zum Riemenrudern und in den US-Achter zurück. Der US-Achter siegte bei den Weltcup-Regatten in München und Luzern. Bei den Olympischen Spielen in Athen traten Katherine Johnson, Samantha Magee, Megan Dirkmaat, Alison Cox, Anna Mickelson, Laurel Korholz, Caryn Davies, Lianne Nelson und Steuerfrau Mary Whipple im Achter an. Die Crew gewann ihren Vorlauf, im Finale erreichte sie als Zweite das Ziel, fast zwei Sekunden hinter den Rumäninnen und drei Zehntelsekunden vor den Niederländerinnen.